# Суднобудування

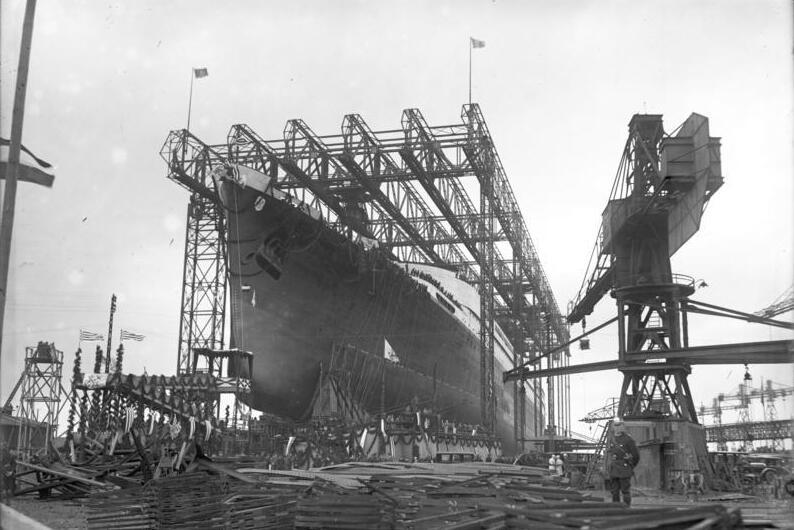
«Бремен» на верфі.

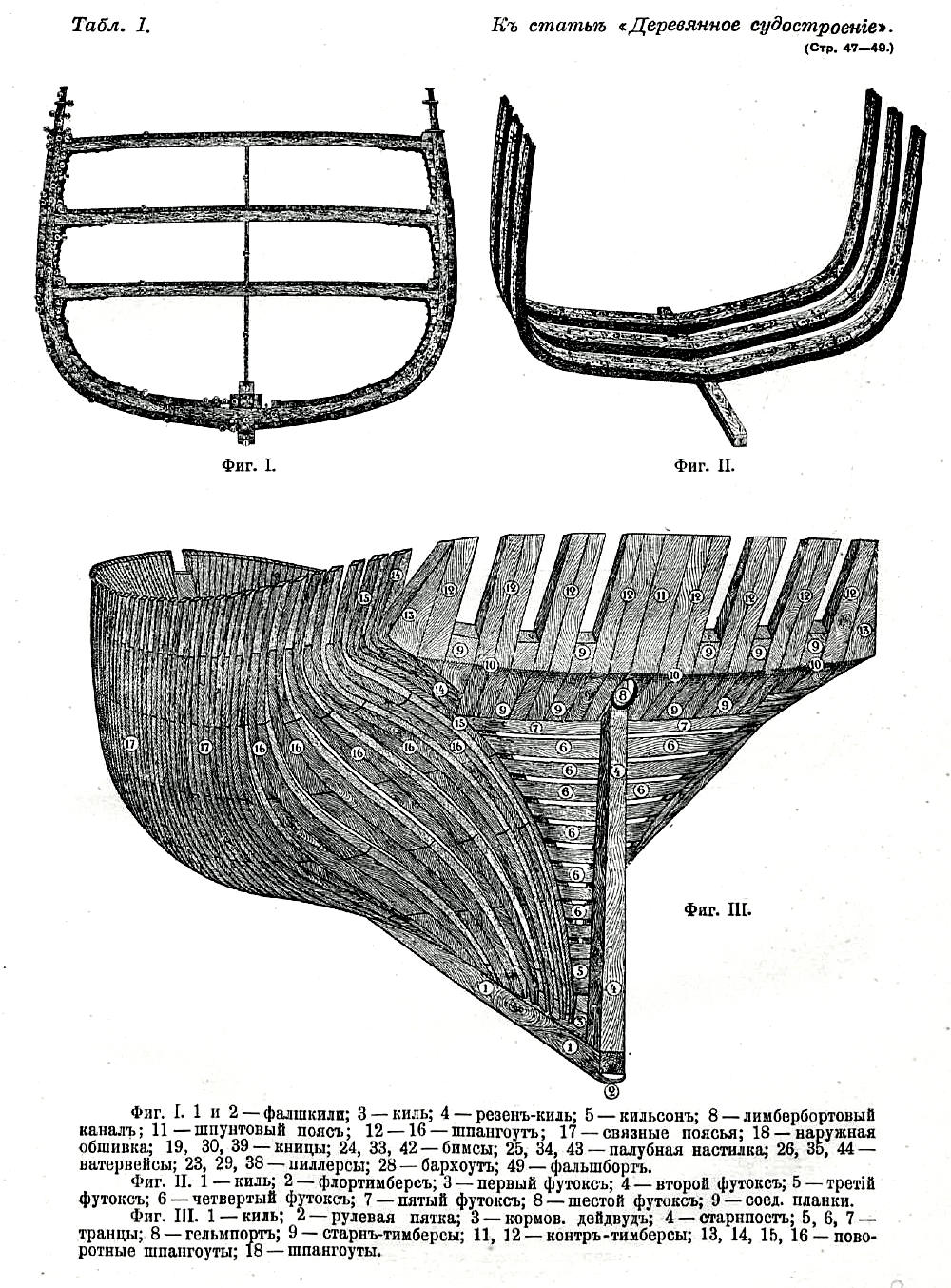
Дерев'яне суднобудування.

Суднобудування або кораблебудування — галузь важкої промисловості, що здійснює будівництво суден. Кораблі або судна зазвичай будують на спеціалізованих підприємствах, верфях.

## Історія
Суднобудування, як область колективної діяльності людей, зародилося в далекій давнині у зв'язку з виникненням потреби в суднах значних розмірів. Розвинуте суднобудування існувало в Стародавньому Єгипті, Фінікії, Стародавньому Китаї. В середні віки судна в значних кількостях будувалися у Візантії, в державах Середземномор'я і Північної Європи, в Стародавньої Русі.
На початку ХХІ ст. південнокорейська «Велика трійка» суднобудівних компаній — Hyundai Heavy Industries, Samsung Heavy Industries і Daewoo Shipbuilding & Marine Engineering — домінує в світовому суднобудуванні.
Найбільша верф у світі знаходиться в Ульсані і належить Hyundai Heavy Industries.
Оскільки нові ставки фрахту в 2016 році продовжували знижуватися, тривало зниження попиту на нові судна. Як наслідок зниження замовлень і простоювання виробничих потужностей призвели до того, що південнокорейські суднобудівники опинилися у важкому фінансовому становищі. Значна частка ринку перейшла до їх китайських конкурентів.